# Історія Польщі (1939–1945)
Історія Польщі (1939—1945) — історія Польщі доби Другої світової війни, від німецького і радянського вторгнення в Польщу і до кінця Другої світової війни 8 травня 1945 року та Потсдамської конференції (17 липня — 2 серпня 1945), яка визначила статус і кордони Польщі після Другої світової війни.

## Німецьке вторгнення

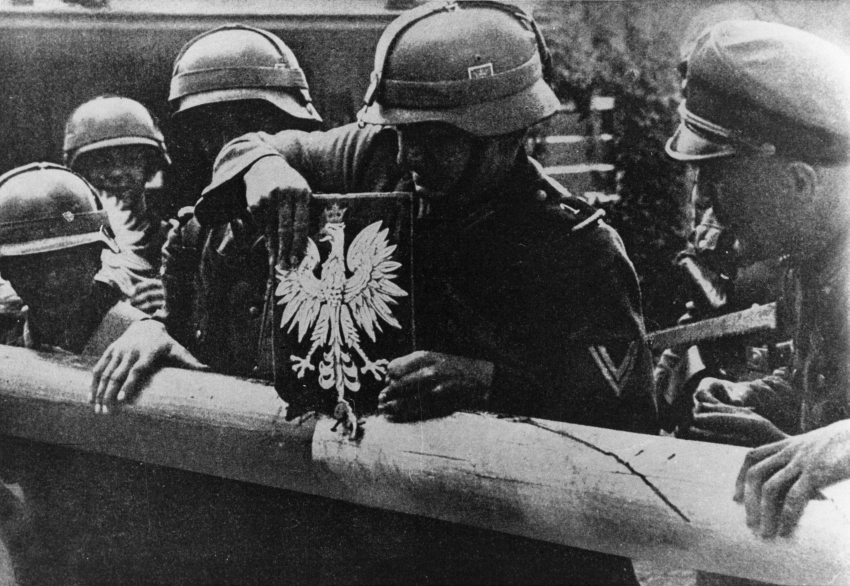
Вересень 1939 р.: німецькі солдати та поліціянти 1-го полку державної поліції з Вільного міста Гданська ламають польський прикордонний шлагбаум і польський герб у Гдині-Колибках

1 вересня 1939 року вранці вермахт атакував Польщу вздовж польсько-німецько-словацького кордону. Війна почалася бомбардуванням Велюня о 04:35. Потім о 04:45 німецький лінкор «Шлезвіг-Гольштейн» почав обстріл польського військового об'єкту на Вестерплатте. Того самого дня рано вранці німці напали на польську пошту у Вільному місті Гданську, заарештували перших 250 поляків, які проживали в цьому місті, і вбили польських залізничників у Шиманкові.
Протягом перших трьох днів польські війська програли прикордонні бої та були змушені відступати по всій лінії фронту. 3 вересня Велика Британія і Франція оголосили війну Німеччині та незабаром почали військові дії (наступ у Саарському басейні). Тим часом вермахт, скориставшись перевагою в авіації Люфтваффе та бронетехніці, здобув у Польщі низку перемог, розгромивши польські частини під Пйотркувом-Трибунальським і Томашувом-Мазовецьким.
6 вересня польські війська почали відхід на другий берег Вісли. Наступного дня польські підрозділи зазнали поразки в битві під Ілжею. Через три дні на Бзурі сталася найбільша битва цієї кампанії. У битві дві польські армії «Познань» і «Помор'я» зіткнулися з німецькими 8-ю та 10-ю арміями групи армій «Південь». 8 вересня почалася Варшавська битва, яка завершилася капітуляцією столиці 28 вересня.

## Словацький напад
Словацька армія напала на Польщу 1 вересня о 5:00 ранку силою трьох дивізій на підгальському, новосандецькому та бещадському напрямках. 1-ша дивізія зайняла Явожину і Недзицю та просунулася за кілька днів на 30 км, дійшовши ввечері 3 вересня до Охотниці, а 4 вересня — в район Забжеж—Жекі, де вступила у вогневий контакт із підрозділами армії «Карпати». 9 вересня ця дивізія повернулася до Словаччини (невеликі сили залишилися у Польському Спиші аж до його включення у межі Словаччини та у вигляді окупаційних військ у Закопаному). 2-га дивізія у складі 18-го гірського армійського корпусу генерала піхоти Ойгена Беєра зайняла позиції по лінії Ясло—Коросно—Сянок, зав'язавши бій із польськими частинами 11-ї Карпатської піхотної дивізії.
За час кампанії словацька піхота розташувалася на позиціях із заходу від лінії Камениця—Зблюдза—Залісся, Явірки—Біла Вода та Криниця-Здруй—Тилич, не зустрічаючи значного опору з польського боку. До 16 вересня піхотні частини зайняли населені пункти Лишня, Яблонки, Балигород, Сянок, Коросно і Дукля, після чого їх відвели у межі Словаччини.
За всю вересневу кампанію втрати словацької армії в Польщі становили 18 убитими, 46 пораненими і 11 зниклими безвісти. У полон потрапило приблизно 1350 польських вояків. У січні 1940 року близько 1200 з них словаки передали німцям і Совітам, а решту ув'язнили в таборі у місцевості Лешть.

## Радянська агресія проти Польщі

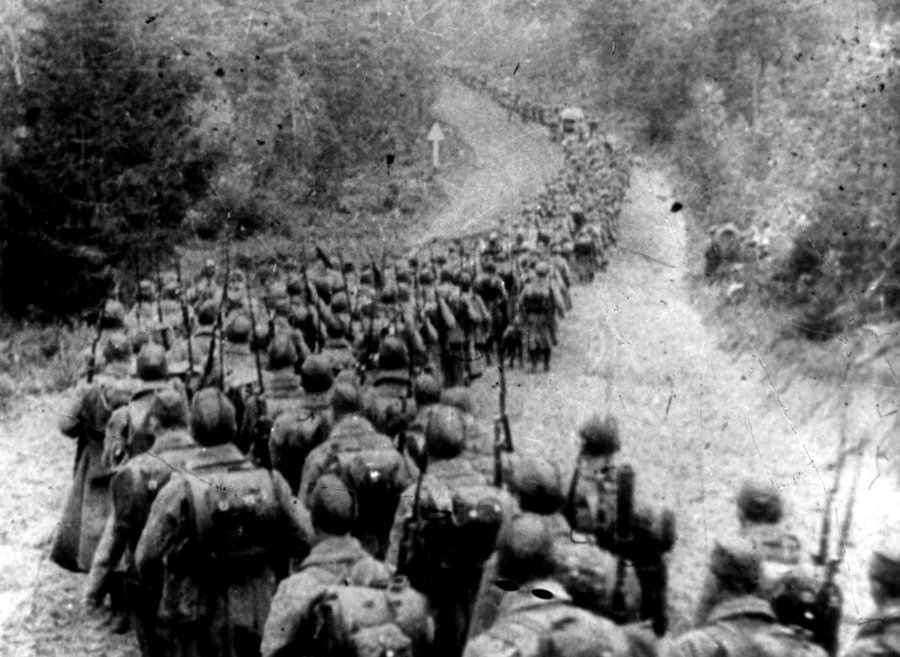
Колони радянської піхоти входять у Польщу 17 вересня 1939 р.

17 вересня внаслідок виконання пакту Молотова-Ріббентропа від 23 серпня 1939 року та додаткового секретного протоколу про розподіл польських земель за сферами впливу частини Червоної Армії ввійшли на територію Польської Республіки по всій довжині польсько-радянського кордону силами шістьох армій чисельністю 600—650 тис. вояків і понад 5 тисячами танків, розділених на два фронти: Білоруський і Український. Ці сили мали завданням зайняти східні землі тодішньої Польщі до лінії Вісли. Військо Польське чинило опір загарбникам. 28 вересня 1939 року Третій Райх і СРСР уклали Договір про дружбу та кордони, яким розмітили спільний кордон по окупованих територіях тогочасної Польщі. Радянська агресія — у ноті, яку не прийняв польський посол у Москві Вацлав Гжибовський — «виправдовувалася» тезою про «взяття під захист українського й білоруського населення та падіння польської держави».

## Німецька окупація

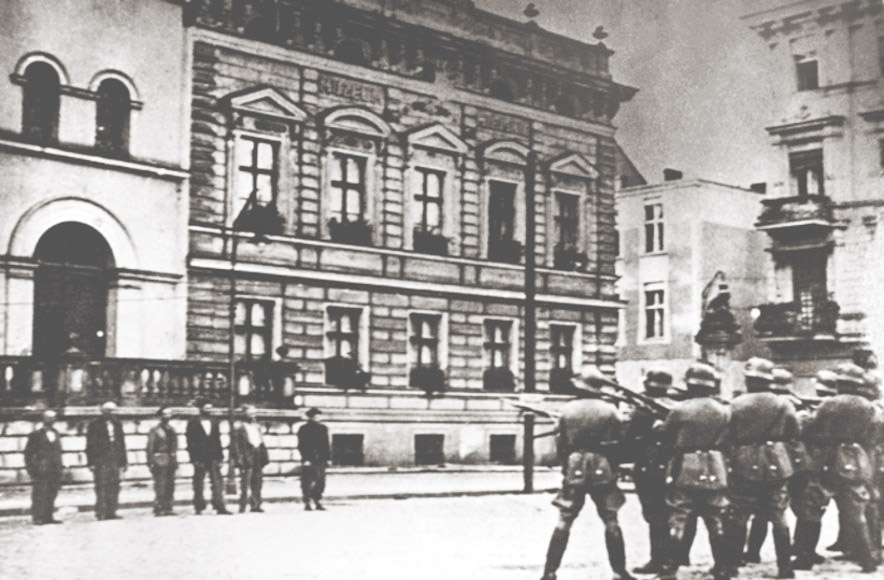
Розстріл поляків після початку німецької окупації Бидгощі 9 вересня 1939 р.

Після агресії Німеччини і Радянського Союзу проти Польщі у вересні 1939 року та подальшої окупації всієї польської державної території вермахтом і Червоною Армією на окупованих землях 28 вересня 1939 Договором про кордони та дружбу з таємними протоколами встановлено німецько-радянський кордон між Третім Райхом та СРСР.
Західні території тодішньої Польщі Адольф Гітлер двома указами відповідно від 8 і 12 жовтня 1939 року включив в односторонньому порядку до складу Третього Райху. Простір між східним рубежем цих приєднаних до Німеччини польських земель (визначеним як новий східний кордон Райху) та згаданим німецько-радянським кордоном від 28 вересня 1939 року позначали на картах як «область державних інтересів Німеччини». Водночас цей обшир Гітлер офіційно перетворив на особливу адміністративну одиницю у підпорядкуванні нацистській Німеччині — Генеральне губернаторство.
Вищезазначені правові акти, що йшли врозріз із ратифікованою з боку Німеччини Гаазькою конвенцією 1907 року, були недійсними з погляду міжнародного права і не визнавалися як польським урядом у вигнанні, так і державами-союзницями Польщі, а також третіми (нейтральними) країнами упродовж усієї Другої світової війни.
Ту частину території Польської Республіки, яка опинилася на схід від лінії новоутвореного німецько-радянського кордону, Радянський Союз анексував у жовтні 1939 р.
На території, зайнятій Німеччиною, відбувалися арешти та депортації польських громадян. На рубежі 1939/1940 років було переміщено 860 000 польських громадян, а вивільнені землі заселяли німцями, які прибували з балтійських республік і Бессарабії.
На окупованих територіях Третій Райх проводив політику терору та геноциду.

## Радянська окупація

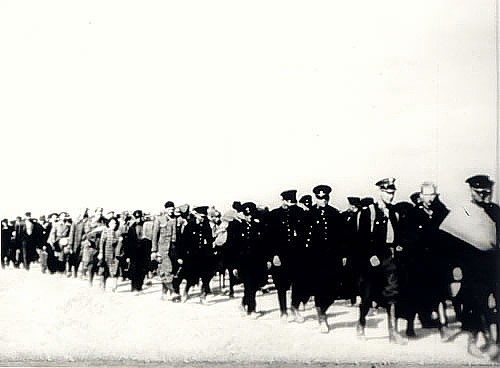
Колона заарештованих поліціянтів і цивільних «ворогів народу», вересень 1939 р.

22 жовтня на окупованих СРСР територіях відбулися сфальсифіковані вибори до Народних зборів Західної України та Західної Білорусі. Сесії обраних парламентів відбулися у Львові та Білостоці. На засіданні 31 жовтня — 2 листопада Верховна Рада СРСР офіційно включила території Західної України та Західної Білорусі до складу УРСР і БРСР відповідно.
29 листопада 1939 року Президія Верховної Ради СРСР ухвалила указ, згідно з яким громадяни Польщі, які проживали в «західних областях України і Білорусі», автоматично ставали громадянами СРСР. Також було запроваджено обов'язкову наявність внутрішніх паспортів СРСР у громадян Польської Республіки, які опинилися на тих землях унаслідок війни. Спрямована на це реєстраційна дія стала основою для подальших політичних репресій із боку НКВС (зокрема масових депортацій 1940 року).
Вищезазначені правові акти, що суперечили Гаазькій конвенції IV (1907), ратифікованій царською Росією, були недійсними згідно з міжнародним правом і не визнавалися як урядом Польщі у вигнанні, так і союзними з Польщею державами, а також третіми (нейтральними) країнами упродовж усієї Другої світової війни. Попри це, з червня 1941 року Союз Радянських Соціалістичних Республік послідовно покликався перед Великою Британією та Сполученими Штатами на факт проведення «виборів» як на плебісцит, на якому населення, що проживало на територіях, окупованих після агресії СРСР проти Польщі, висловилося за належність цих земель до Радянського Союзу.
Органи НКВС заарештували кілька сотень тисяч людей та ув'язнили їх у радянських концтаборах ГУЛАГу або вислали на Сибір, у Комі АРСР чи Казахську РСР, а частину просто вбили. Серед заарештованих були польські поліціянти та військовики. 5 березня 1940 року Політбюро ЦК ВКП(б) постановило розстріляти польських офіцерів у Козельському, Старобільському та Осташковському таборах. У квітні та травні у Мідному й Катині енкаведисти знищили близько 15 000 офіцерів. Радянській окупації цих колишніх польських земель поклав край напад Німеччини на СРСР 22 червня 1941 року. Після цього нападу НКВС знищив кільканадцять тисяч політичних в'язнів у тюрмах на зайнятих територіях.

## Уряд Польщі у вигнанні
З огляду на агресію Німеччини (1 вересня 1939 р.) і СРСР (17 вересня 1939 р.) проти Польщі влада Польської Республіки була змушена перенести свій осідок за межі країни, щоб уникнути полону і примусової капітуляції. У ніч проти 18 вересня президент Польської Республіки та головнокомандувач перетнули польсько-румунський кордон у Кутах, заручившись обіцянкою проїзду до Франції (фр. droit de passage) згідно з V Гаазькою конвенцією та союзним договором Польщі і Румунії від 1921 року. Паралельно під тиском влади Третього Райху, СРСР і Франції румунська влада всупереч V Гаазькій конвенції зажадала від польської влади відмовитися від своїх суверенних державних прерогатив під загрозою інтернування. Через відмову президента Польської Республіки, прем'єр-міністра та головнокомандувача їх інтернувала румунська влада в центри інтернування, підготовлені ще в першій половині вересня 1939 року. З огляду на становище, що склалося, слід було призначити владу республіки з числа польських політиків, які були поза досяжністю обох агресорів (Третього Райху та СРСР). Беззаперечними кандидатами в ситуації розвалу державних структур були дипломатичні представники Польської Республіки, захищені дипломатичним імунітетом. Відтак 25 вересня президент Польської Республіки Ігнацій Мосцицький згідно зі ст. 24 тодішньої конституції (що дозволяла призначення наступника президента Польської Республіки у стані війни) призначив своїм наступником посла Польщі в Італії Болеслава Веняву-Длугошовського. Однак через опір представників опозиційних щодо санації партій у Парижі та викликаний їхнім натиском спротив уряду Франції (що було втручанням у суверенність рішень союзницької Польщі) Венява-Длугошовський відмовився від посади, і на пост президента Польської Республіки висунули Владислава Рачкевича, який це призначення прийняв. Після обговорень президент Рачкевич призначив прем'єр-міністром генерал-лейтенанта Владислава Сікорського, який, у свою чергу, сформував коаліційний уряд (до складу якого ввійшли представники Національної партії, Партії праці, Народної партії, Польської соціалістичної партії та санаційні політики).
Таким чином усупереч заявам Німеччини та СРСР, які містилися в Договорі про кордони та дружбу від 28 вересня 1939 р., було збережено міжнародно-правову спадкоємність державних інституцій Польщі, що визнавалася на міжнародному рівні протягом усієї Другої світової війни.

## Польські збройні сили
Одним із головних завдань польського еміграційного уряду була розбудова збройних сил уряду Польщі у вигнанні. Відбулося підписання низки угод з британцями та французами, навіть планувалося створити у Франції 100-тисячну польську армію. Нарешті 4 січня 1940 року сторони підписали польсько-французький військовий договір та авіаційну угоду. Хоча ці плани не вдалося повністю втілити, у Франції вже навесні 1940 року виникла 1-ша гренадерська дивізія (під командуванням бригадного генерала Броніслава Духа), 2-га піхотна стрілецька дивізія (під командуванням бригадного генерала Броніслава Пругара-Кетлінга), Окрема бригада підгальських стрільців (під командуванням бригадного генерала Зигмунта Богуша-Шишка), польські повітряні сили (сформовано одну з'єднану ескадрилью «1/145 Варшавська»). Також організовано 3-тю і 4-ту піхотні дивізії та 10-ту бронекавалерійську бригаду (під командуванням бригадного генерала Станіслава Мачека). З ініціативи польського уряду також утворили Бригаду карпатських стрільців генерала Станіслава Копанського в Сирії.

## Польська підпільна держава
У ніч із 26 на 27 вересня 1939 року в обложеній Варшаві виникла Служба Перемоги Польщі. У листопаді 1939 року її перетворили на Союз збройної боротьби (СЗБ). 14 лютого 1942 року генерал Владислав Сікорський перетворив СЗБ на Армію Крайову. Під цією назвою він діяв до кінця Другої світової війни. Однією з найгучніших операцій диверсійної дирекції Головного командування Армії Крайової була акція «Кучера» — виконання вироку Францу Кучері, керівнику СС і поліції дистрикту Варшава, відповідальному за масові публічні страти поляків. Польська підпільна держава припинила своє існування після окупації території Польщі Червоною Армією та арешту керівників польської підпільної держави органами НКВС.

## Угода Сікорського-Майського

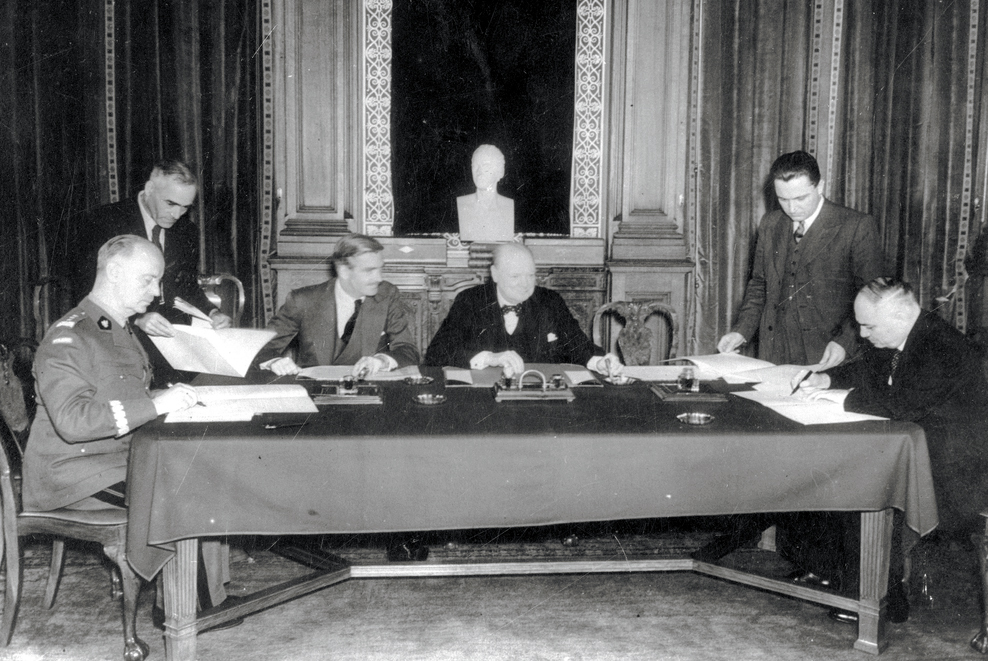
Підписання угоди. Зліва направо: Сікорський, Іден, Черчилль і Майський

Після агресії Німеччини проти СРСР відбулося за посередництва британського уряду укладення договору про нормалізацію відносин між Польщею та СРСР, прозваного угодою Сікорського-Майського. Договір підписали прем'єр-міністр уряду Польської Республіки у вигнанні генерал Владислав Сікорський та посол СРСР у Лондоні Іван Майський. Угода передбачала визнання СРСР недійсними всіх договорів, укладених з Третім Райхом відносно Польщі, відновлення дипломатичних відносин між двома країнами, звільнення польських громадян, засуджених і депортованих органами НКВС у період радянської окупації території Другої Польської Республіки та створення в СРСР польської армії під польським командуванням. Угоду було підписано 30 липня 1941 року. Вона стала основою для створення під орудою генерала Владислава Андерса Польських збройних сил в СРСР, що складалися з поляків, раніше ув'язнених і вивезених углиб Радянського Союзу.
Польсько-радянські дипломатичні відносини СРСР розірвав 25 квітня 1943 року, коли польський уряд у вигнанні звернувся до MCK з проханням дослідити обставини справи після виявлення та оприлюднення німцями масових поховань польських офіцерів у Катині, загиблих навесні 1940 року від рук НКВС.

## Польсько-український конфлікт

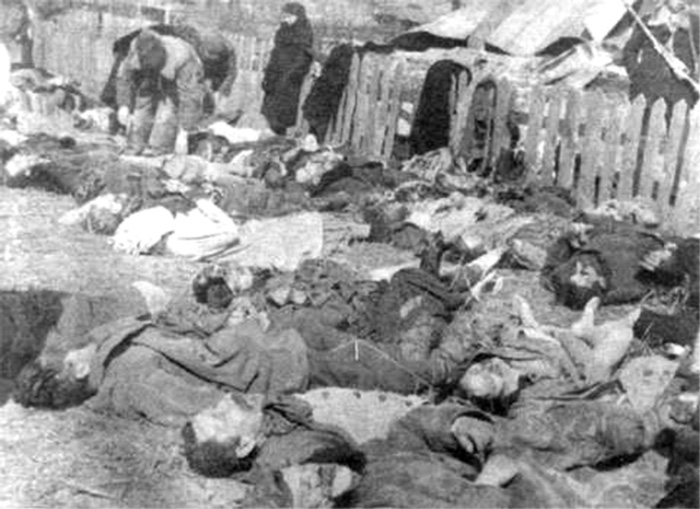
Польські жертви воєнного злочину українців у селі Липники, березень 1943 р.

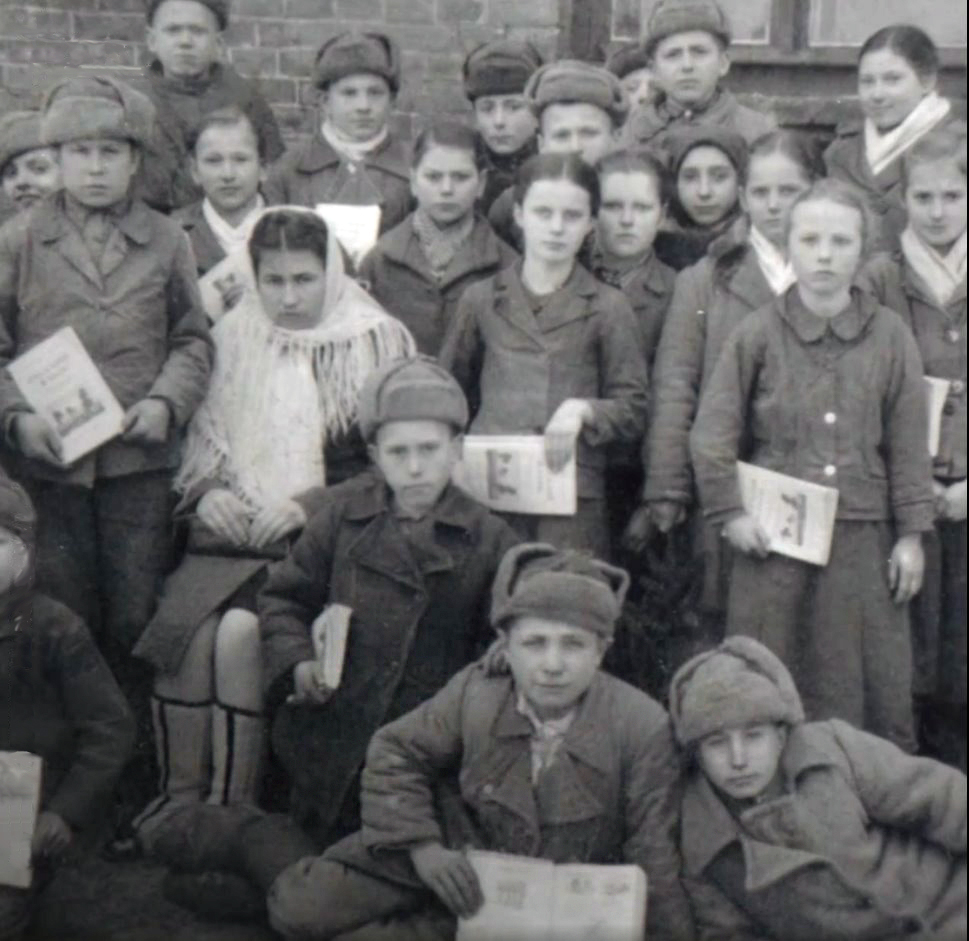
Учні школи у Ремелі, які 17 березня 1943 року були спалені у дровітні відділом польського шуцманшафту та нацистського СС.

Конфлікт між польською національною меншиною та українською більшістю, що населяли Cхідну Галичину і Західну Волинь, які входили до складу міжвоєнної Польщі, обернувся взаємною різаниною, що тривала з березня (згідно з офіційною польською історіографією — з лютого) 1943 до лютого 1944 року.

## Повстання у Варшавському гетто

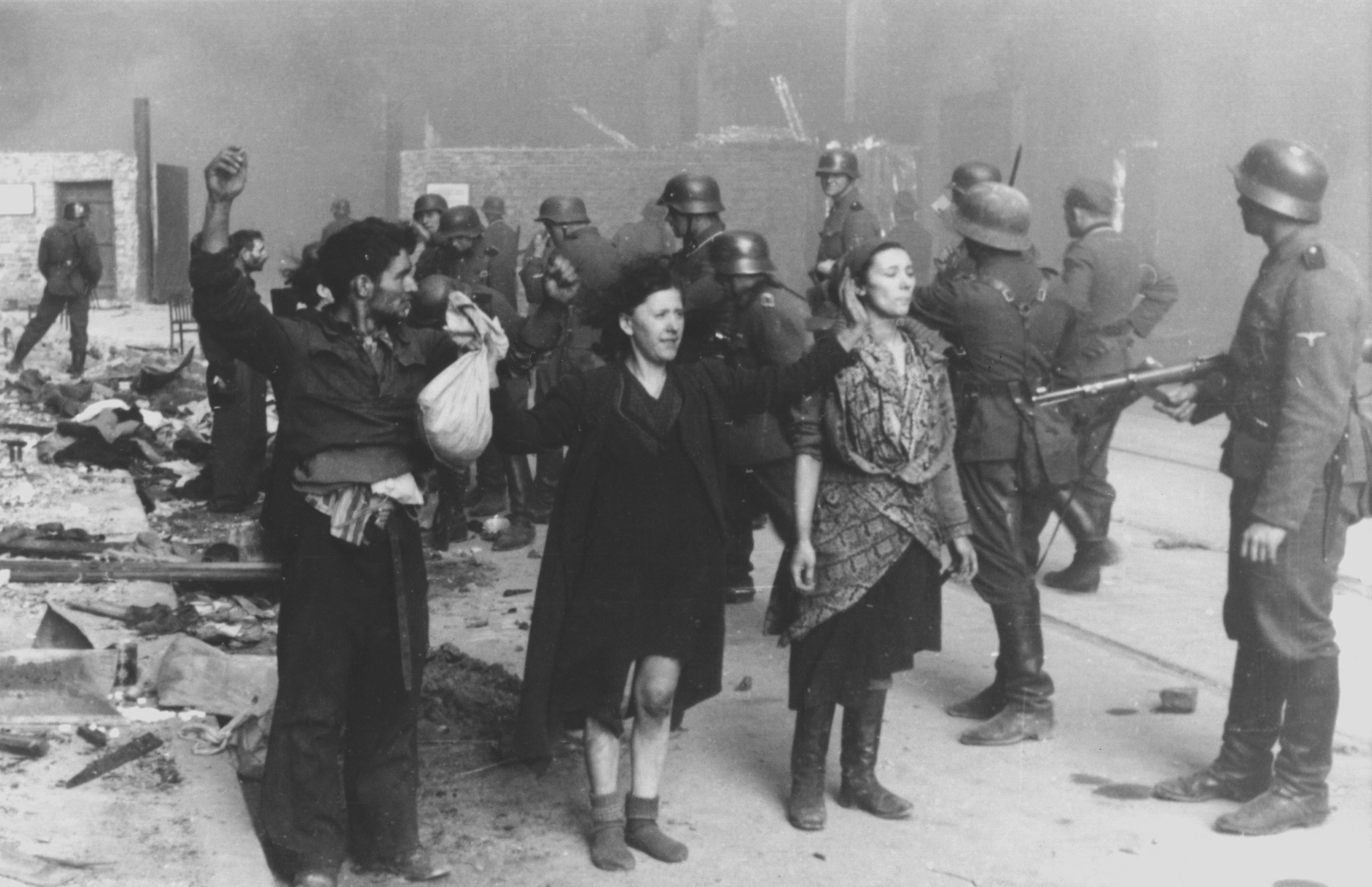
Світлина з рапорту Штропа. Оригінальний німецький підпис: «Ці бандити чинили збройний опір»

19 квітня 1943 року спалахнуло повстання у Варшавському гетто. Його причиною було бажання протистояти неминучій ліквідації гетто, в якому перебувало приблизно 50—70 тис. людей. Повстанські сили складалися з близько 1000 погано озброєних бійців Єврейського військового союзу та Єврейської бойової організації. 5 травня прем'єр польського уряду у вигнанні Владислав Сікорський у радіоефірі BBC звернувся до поляків із закликом допомогти бійцям гетто. Незважаючи на допомогу — дуже обмежену через нестачу сил і засобів та велику німецьку перевагу — 8 травня командування повстанців у гетто зазнало розгрому. 16 травня повстання завершилося тим, що німці підірвали Велику синагогу.

## Варшавське повстання
Варшавське повстання спалахнуло 1 серпня 1944 року о 17:00 і тривало 63 дні До боротьби стали близько 40 000 вояків. Під час повстання вдалося захопити деякі стратегічні точки опору німців. Проте значна перевага в живій силі і техніці та пасивність Червоної Армії, яка вже стояла на празькому боці Вісли, призвели до поразки Варшавського повстання. 2 жовтня 1944 року командир повстання Тадеуш Коморовський ухвалив рішення про капітуляцію. У ніч проти 3 жовтня о 2:00 було підписано «Договір про припинення військових дій у Варшаві», а о 5:00 відбулося припинення вогню. Останні повстанські загони залишили Варшаву 5 жовтня.
У повстанні загинуло близько 200 тис. людей, у тому числі 17 тис. вояків Армії Крайової.

## Польський комітет національного визволення

Плакат маніфесту Польського комітету національного визволення

21 липня 1944 року в Москві створено польський маріонетковий уряд — Польський комітет національного визволення (ПКНВ). Він діяв під політичним контролем Йосифа Сталіна. Панівне становище у ньому посідали польські комуністи. Комітет проводив у життя політику СРСР у Польщі. На створення ПКНВ визначальний вплив справили комуністи з Центрального бюро комуністів Польщі в СРСР, але остаточне слово було за Сталіним.
Рішення про його заснування ухвалили в Москві між 18 і 20 липня 1944 року, а саму назву (скопійовану з назви чинного з 1943 року під головуванням де Голля Французького комітету національного визволення) схвалив особисто Сталін, який також визначив особовий склад комітету та ухвалив остаточне рішення про його утворення. 22 липня 1944 року Радіо Москва повідомило, що Польський комітет національного визволення виник у Холмі, першому польському місті на захід від лінії Керзона, зайнятому Червоною Армією у ході Білоруської наступальної операції (з червня 1944 р.). Насправді перші члени ПКНВ добулися до Холма тільки 28 липня 1944 р., заставши там легальну польську владу — повітового делегата та представників Армії Крайової.
27 липня 1944 року Польський комітет національного визволення в угоді з СРСР визнав польсько-радянським кордоном т. зв. лінію Керзона. 1 серпня місцем перебування ПКНВ став Люблін. 31 грудня 1944 року Сталін перетворив комітет на Тимчасовий уряд Польської Республіки на чолі з Едвардом Осубкою-Моравським — формально за постановою Крайової Ради Народової (самозваного парламенту, сформованого Польською робітничою партією).
Законним і загальновизнаним міжнародним співтовариством до липня 1945 року польським урядом був уряд Польщі у вигнанні.

## Вступ Червоної Армії у Польщу в 1944—1945 роках
У січні 1944 року радянські війська дісталися східних рубежів довоєнної Польщі. У липні Червона Армія форсувала Західний Буг, таким чином перетнувши кордон нинішньої Польщі. До травня 1945 року німецька окупація країни змінилася радянською. На зайнятих Червоною Армією територіях органи НКВС проводили масові арешти вояків Армії Крайової, посадовців Польської підпільної держави та польської політичної і суспільної еліти, а також депортації до системи концтаборів ГУЛАГ.
Найважливішими військовими операціями Червоної Армії на території Польщі були:
- Львівсько-Сандомирська операція
- Вісло-Одерська операція
- Верхньо-Сілезька операція
- Східно-Прусська операція
- Східно-Померанська операція

## Тимчасовий уряд національної єдності
На виконання положень Ялтинської конференції про створення нового, тимчасового польського уряду, який би діяв до вільних демократичних виборів, 28 червня 1945 р. на підставі угоди, укладеної на конференції у Москві між Крайовою Радою Народовою та частиною еміграційних політиків, згуртованих навколо Станіслава Миколайчика та Стронніцтва Людового, відбулося заснування Тимчасового уряду національної єдності. Головою уряду став Едвард Осубка-Моравський, а його заступниками — Владислав Гомулка і Станіслав Миколайчик. 5 липня Тимчасовий уряд національної єдності визнали США і Велика Британія. Його визнавали й інші країни антигітлерівської коаліції. Водночас було відкликано визнання уряду Польщі у вигнанні. У Тимчасовому уряді національної єдності, що зберігав видимість коаліційності, панівне становище фактично захопила Польська робітнича партія.

## Потсдамська конференція

Еттлі, Трумен і Сталін у Потсдамі

З 17 липня 1945 року по 2 серпня 1945 року відбулися зустрічі «Великої трійки» (керівників США, Великої Британії та СРСР), які прозвали Потсдамською конференцією. На конференції визначили розмір воєнних репарацій, а землі на схід від річок Ниса-Лужицька і Одер та вільне місто Гданськ передали під управління Польщі. Польську делегацію представляли: Болеслав Берут, Едвард Осубка-Моравський, Станіслав Грабський, Станіслав Миколайчик, Вінценти Жимовський та Міхал Роля-Жимерський. Потсдамська конференція встановила обриси західного кордону Польщі, підтверджені Згожелецьким договором (1950), Договором мж ПНР та ФРН (1970) і, нарешті, польсько-німецьким договором про кордон (1991).

## Матеріальні втрати та руйнування
Під час Другої світової війни Польща зазнала найбільших біологічних (вона втратила 220 осіб на тисячу жителів) і матеріальних втрат (матеріальні збитки на душу населення становили 626 доларів проти 601 долара в Югославії). Багато польських міст і сіл були суттєво зруйновані, чимало творів мистецтва втрачено або знищено, також руйнування спіткало багато інших ділянок життя.

## Виноски
1. ↑  На світлинах ставили дату 1 вересня (в тому числі і сам автор Ганс Зьонке), а фактично їх зробили з пропагандистською метою до 14 вересня 1939 після того, як німці окупували Гдиню.